# カールハインツ・シュトックハウゼン
カールハインツ・シュトックハウゼン（Karlheinz Stockhausen、1928年8月22日 - 2007年12月5日）は、ドイツの現代音楽の作曲家。

## 略歴

### 生い立ち
ケルン郊外のメトラート村で生まれる。父親ジーモンは小学校の教師で、母親ゲルトルートは農家の出身であった。母親は、1932年に精神を病んで入院し、またその数ヶ月後には弟のヘルマン＝ヨーゼフがわずか1歳で夭逝するなど身内の不幸が続いた。1935年には引っ越した先のアルテンベルクの教会に魅了され、1938年にはアルテンベルク教会の聖餐会に参加するなど、カソリック信仰を強めた。同年、父親のジーモンはルツィアという女性と再婚するも、カールハインツとルツィアの関係は冷え切ったものであった。
1941年にゲルトルートが没し、翌年には教員養成学校の寄宿生としてクサンテンで暮らすようになる。1944年には同級生の多くが徴兵されたものの、他よりも若い年齢で入学していたことなどから、徴兵は免れ、代わりに野戦病院で働くようになった。ジーモンは第二次世界大戦末期の1945年4月に東部戦線に出征し戦死した。

### 戦後からケルン音楽大学、ダルムシュタット時代
両親が戦争の過程で没したシュトックハウゼンは、戦災孤児となり、農場やダンスのピアノ伴奏、ピアニストとして糊口を凌いだ。1947年4月、シュトックハウゼンはケルン音楽大学の入学試験を受け、音楽教育コースでは不合格になったものの、ピアノ・コースで合格する。またその後、駐車場の管理人や警備員などのアルバイトを続け、翌1948年には音楽教育コースにも合格した。1950年には大学のカリキュラムの過程で、当時、シュトックハウゼンが心酔していたヒンデミットの影響を受けた新古典主義的な「ドリスのための合唱曲」や、十二音技法を用いた「ソナチネ」などの作品が作曲された。
1951年、シュトックハウゼンはダルムシュタット夏季現代音楽講習会に初めて参加し、シェーンベルクの「黄金の仔牛の踊り」に失望し、オリヴィエ・メシアンの「音価と強度のエチュード」に強い衝撃を受けた。また同じ講習会を受けていたベルギーの作曲家、カレル・フイヴェールツと知り合い、彼からシェーンベルクやウェーベルンなどの、戦時中は「退廃音楽」として忘れられていった新ウィーン楽派の作曲法を教わった。

### パリ国立高等音楽院時代から1970年代
メシアンの「音価と強度のエチュード」の衝撃から、シュトックハウゼンはフランスに移り、パリ国立高等音楽院の入学試験を受けるも、ダリウス・ミヨーのクラスの外国人枠に、同じく受験していた別宮貞雄が合格し、シュトックハウゼンは不合格となってしまった。しかしメシアンの楽曲分析クラスへの聴講は認められ、1年ほどメシアンのクラスで学んだ。その後、「群の音楽」や「モメント形式」などの新しい概念を次々と考案し、また、世界で初めての電子音楽を作曲。「少年の歌」や「グルッペン」、「コンタクテ」、「モメンテ」などの代表作を作曲して、第二次世界大戦後の前衛音楽の時代において、フランスのピエール・ブーレーズ、イタリアのルイジ・ノーノらと共にミュージック・セリエルの主導的な役割を担った。
1960年代後半以降は確定的な記譜法を離れ、自身の過去作品を出発点としてそれを次々と変容してゆく「プロツェッシオーン」や短波ラジオが受信した音形を変容してゆく「クルツヴェレン」などを作曲。更には、演奏の方向性がテキストの形で提示された「直観音楽」を提唱する。アロイス・コンタルスキーやヨハネス・フリッチュらの演奏家とアンサンブルを結成し、これらの音楽を演奏した。
1970年代には「フォルメル技法」を掲げて再び確定的な記譜法に回帰しながら、「祈り」や「秋の音楽」など、音楽のみならず、身振りや手振りなどの身体動作による視覚的なアプローチも始まった。1975年には、それまで自作品の複雑で特殊な記譜法などの使用などの楽譜制作の困難から、それまで出版を担当していたユニヴァーサル社から、自身の作品を出版するための出版社、シュトックハウゼン出版を設立させる。

### 「光」、「クラング」の制作

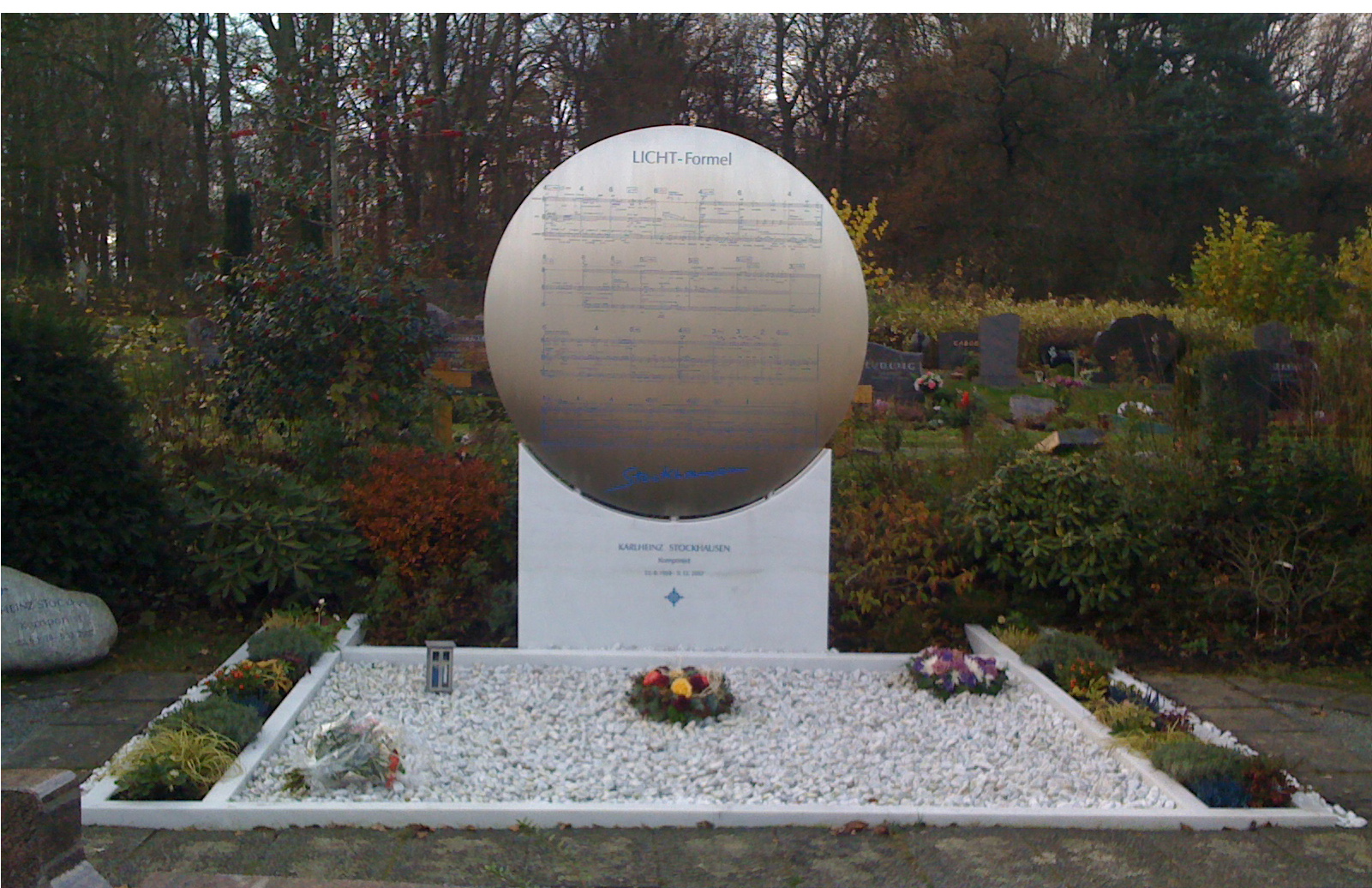
シュトックハウゼンの墓の表側

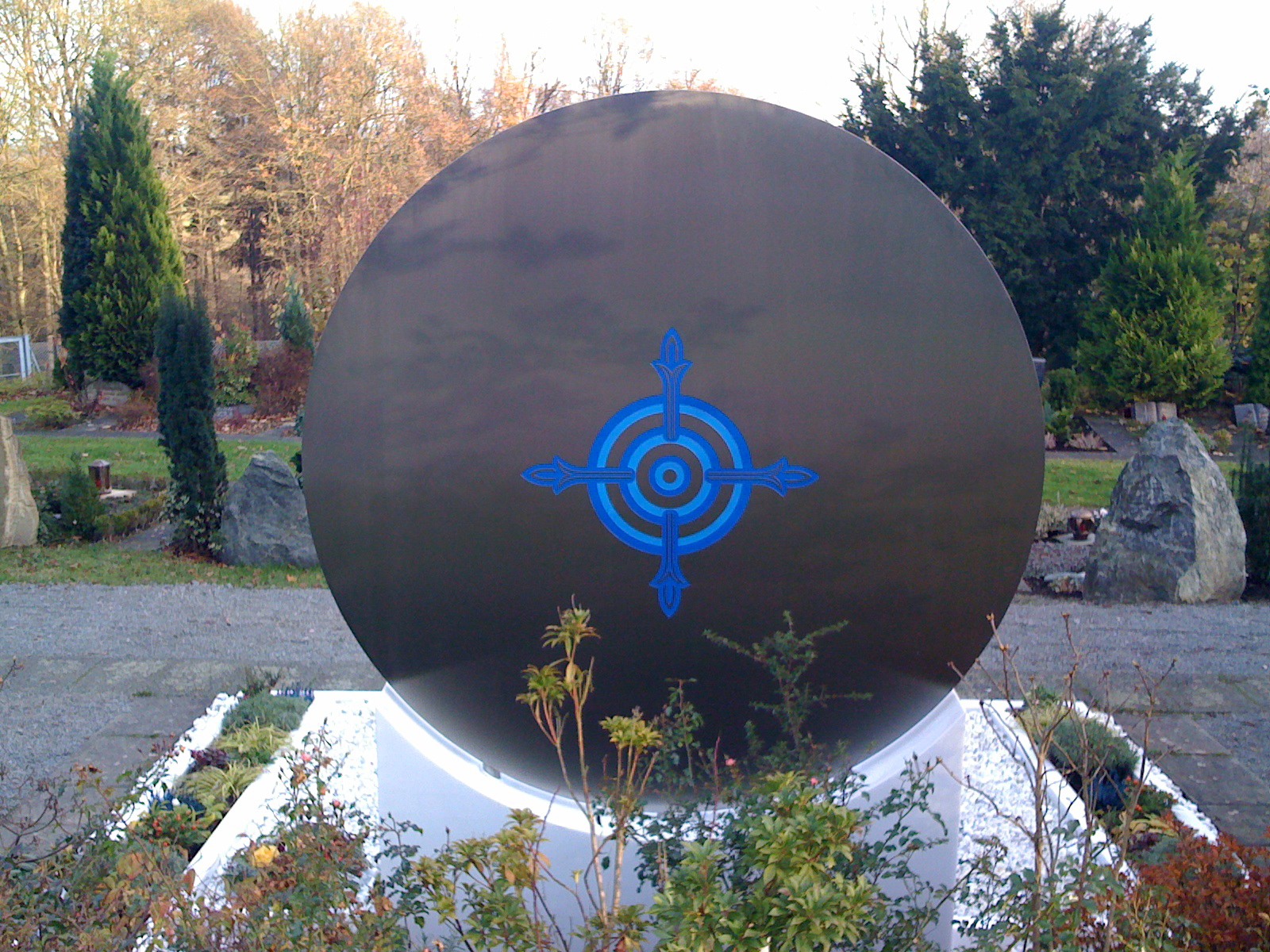
シュトックハウゼンの墓の裏側

1977年よりシュトックハウゼンは7作からなる連作オペラ「光」の制作を開始する。作品は約26年かけて制作され、2003年に最終作である「光から日曜日」が完成した。また長期に及ぶ「光」の制作過程では、7作の各場面を抜粋して、独立して演奏することもできる。1991年、ケルン郊外の村、キュルテンに土地を購入し、自身の要望どおりの家を4年ほどかけて建て、以後はその家で過ごした。
1998年からは毎年キュルテンで「シュトックハウゼン講習会」を開催し、自作品の演奏とレクチャーをするなど、後進の指導に取り組んだ。
2004年以降は、1日の24時間を音楽で表現する24曲からなる連作音楽「クラング」を作曲していたが、あと一歩で全曲の完成は叶わず、2007年12月5日、キュルテンの自宅にて亡くなった。
シュトックハウゼンの墓は1997年にシュトックハウゼン自身がデザインしたもので、巨大な金属製の円盤に「光から水曜日」の一場面の楽譜が彫られ、裏には「光」に登場するミカエルの劇中のシンボルが描かれたものが使用された。

## 作風
典型的なセリエリズムに基づく「点の音楽」から「群の音楽」、「モメント形式」、そしてメロディー的な要素とセリエリズムの統合を図った「フォルメル技法」へと作曲技法を発展させていった。また、電子音楽を作曲し、生演奏を電気的に変調させるライヴ・エレクトロニクス作品も手掛けた。また直観音楽と呼ばれる不確定性や多義性を伴った形式を試行していた時期もある。

### 第一期（1951年-1960年）

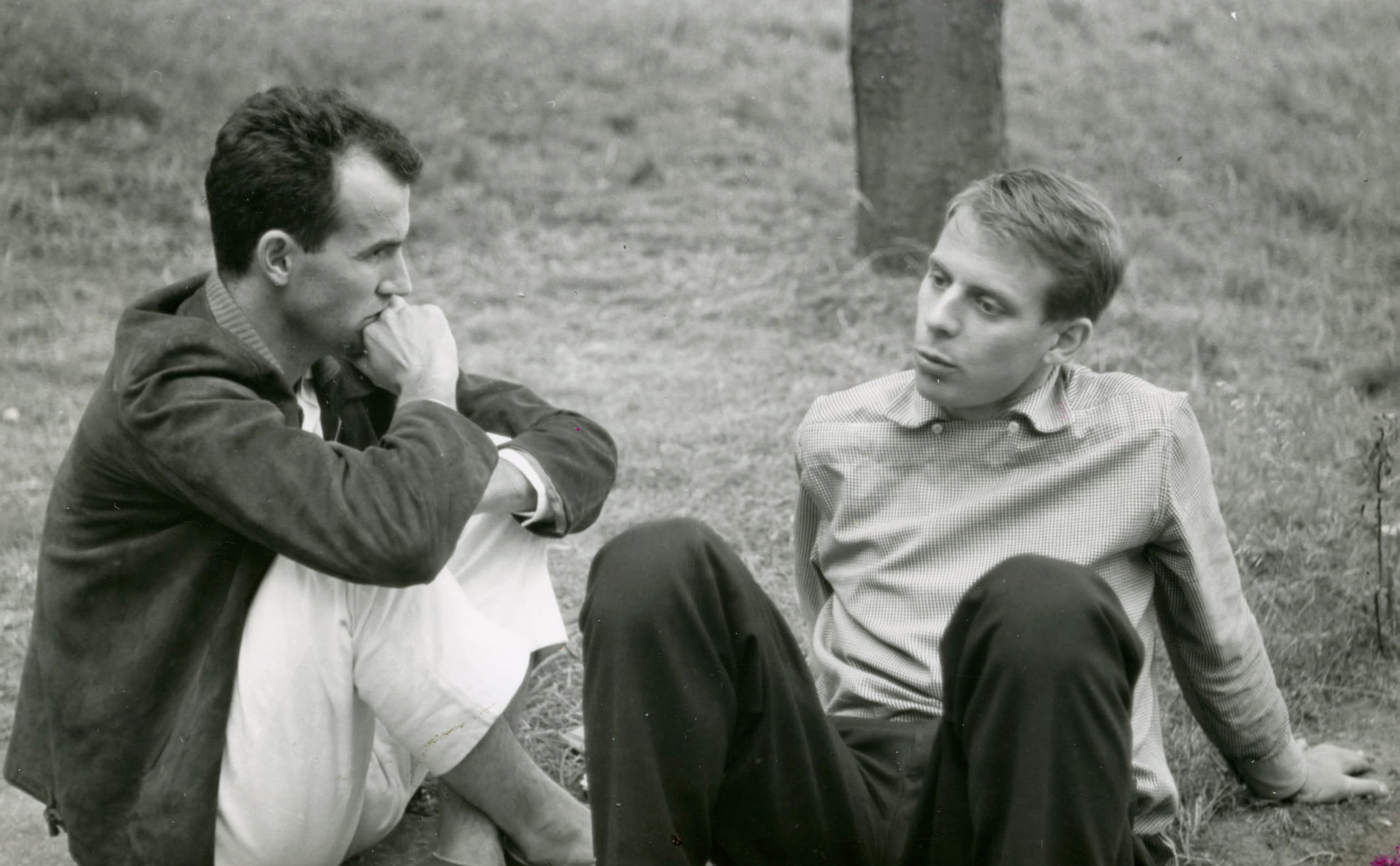
ルイジ・ノーノ (左)とシュトックハウゼン (右) 1957年撮影

無伴奏合唱のための「ドリスのための合唱」（1950年）や声と室内オーケストラのための「3つの歌曲」（1950年）など、伝統的で新古典主義的な作風から出発するが、ヘルベルト・アイメルトの勧めでダルムシュタット夏季現代音楽講習会に参加した際にオリヴィエ・メシアンの「音価と強度のモード」を聴き、衝撃を受ける。この作品を数百回も繰り返し聴いたことが契機となり、シュトックハウゼンはセリエリストとしての第一歩を踏み出した。
さらにカレル・フイヴァールツの「二台のピアノのためのソナタ」をフイヴァールツと初演して影響を受け、オーボエ、バスクラリネット、ピアノと打楽器のための「クロイツシュピール」（1951年）において、トータル・セリエリズムを採用する。渡仏後はメシアンの下で学び、さらにピエール・ブーレーズとの手紙のやり取りを通じて、セリエルな作曲法への習熟をより深めていく。ダルムシュタット講習会では20代で既に講師を務め、日々ブーレーズやルイージ・ノーノと熱い議論を戦わせていた。
これまでの作品には分数番号が用いられた「未熟な」作品だったが、作品番号第1番が与えられた10楽器のための「コントラ・プンクテ」（1952年-1953年）を経て、「ピアノ曲I〜IV」（1952年）では「群作法」を試みる。これは、個々の点ではなくそれらの集合体であるより上位の概念「群」にセリーを適用する作曲法である。また、続くピアノ曲集「ピアノ曲V〜X」（1954年-1955年）では、これまでに無かった新しい記譜法の模索が行われている（「ピアノ曲VI」及び「ピアノ曲X」）。
フランスからケルンに帰ると西ドイツ放送が新設した電子音楽用のスタジオで働き始め、電子音楽である「習作I」（1953年）及び「習作II」（1954年）を作曲。続いて、電子音楽とミュジーク・コンクレートの両方を用いた「少年の歌」（1955年-1956年）や電子音楽とピアノと打楽器のための「コンタクテ」（1958年-1960年）などが作曲された。
音響の空間配置も意図的に音楽構造に取り入れる「空間音楽」の概念もすでにこの時期には打ち出されていた。ブーレーズとの書簡からは、この時期既に不確定性の作曲を模索していたことが明らかとなっている。
1950年代後半になると、モメント形式と呼ばれる作曲技法を確立させ、「コンタクテ」や「カレ」などの作品で試みられ、これらはソプラノ独唱、4群の合唱と13楽器のための「モメンテ」（1962年-1964年/1969年）において完成される。

### 第二期（1961年-1969年）
この時期には電子音楽の経験を発展させ、リング変調、フィルター、ディレイなどを生演奏に施して音響を変調させるライヴ・エレクトロニクスの手法も積極的に試みられた。この時期に書かれた作品に、6人の奏者のための「ミクロフォニー I 」（1964年）や、オーケストラ、4つの正弦波ジェネレーターと4つのリング変調器のための「ミクストゥール」（1964）、「プロツェッシオーン」や「クルツヴェーレン」などがある。
また同時期には、音楽の不確定性を追求する直観音楽という分野を創始させ、テキストのみから即興で音楽を演奏する「7つの日より」や「来るべき将来のために」などの作品を発表した
1966年には来日し、NHK電子音楽スタジオにて旋律楽器とフィードバックのための「ソロ」（1965年-1966年）と電子音楽「テレムジーク」（1966年）が作曲された。これらの作品は「相互変調」と呼ばれる手法で変形され、電子音楽の網の目の中に組み込まれる。「テレムジーク」の手法は2時間近くに及ぶ大曲「ヒュムネン」（1966年-1967年）に継承される。6人の歌手のための「シュティムング」（1968年）は、低い変ロ音の倍音のみを基本構造として全曲が構成される。この作品はホラチウ・ラドゥレスクをはじめ、多くの作曲家の作曲・音色観に強烈な影響を与えた。

### 第三期（1970年-1977年）
1970年代には旋律でありながらセリーとしても機能する「フォルメル」と呼ばれる短い素材から作品全体の時間構造、音程構造などを組織的に導き出す「フォルメル技法」と呼ばれる作曲技法を開発し、2人のピアニストのための「マントラ」（1970年）において初めて採用された。「フォルメル技法」によって、ダンサーとオーケストラのための「祈り」（1973年-1974年）、クラリネットのための「道化師」（1975年）、オーケストラのための「記念年」（1977年）、クラリネットのための「友情を込めて」（1977年）などの作品が作曲された。オーケストラとテープのための「トランス」（1971年）、2人の歌手のための「私は空を散歩する」（1972年）、コーラスオペラ「息吹が生を与える」（1974年/1977年）などの作品には演劇的・視覚的な要素が採り入れられている。この時期以降も、不確定性、多義性を伴った作曲法が完全に捨て去られた訳ではない。例えば「ティアクライス」（1974年/1975年）は、演奏者が記譜されたメロディーをもとに自分自身の演奏用ヴァージョンを作ることを求めている。

### 第四期（1978年-2003年）

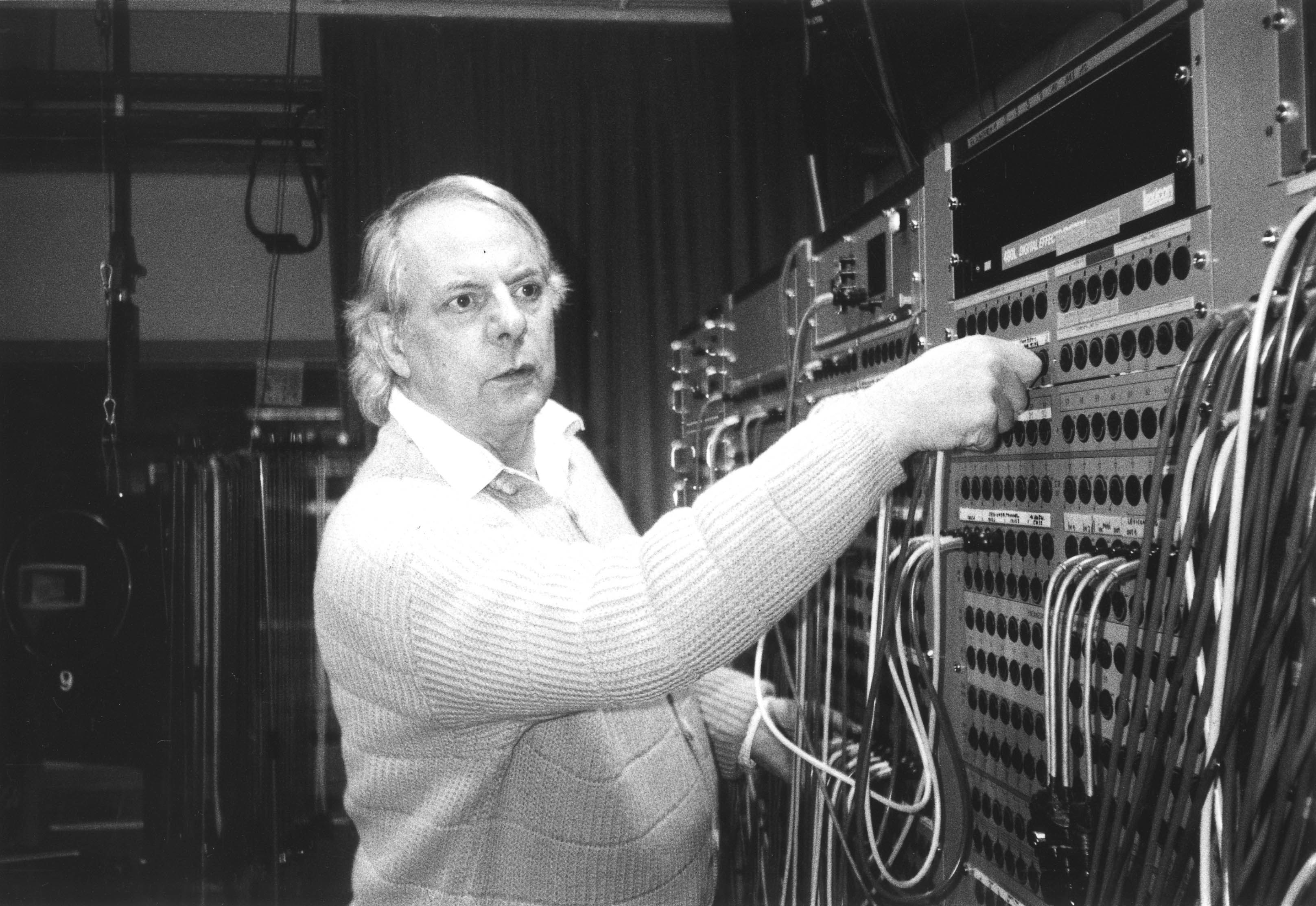
WDR電子音楽スタジオでのシュトックハウゼン（1994年）

1977年に作曲され、日本で初演された雅楽の楽器と4人のダンサーのための「歴年」（1977年）を契機として、1週間の7つの曜日をタイトルとした7つのオペラから構成される「光 - 一週間の七つの日」（1977年-2003年）の作曲が作曲される。以後、「木曜日」（1978年-1980年）、「土曜日」（1981年-1983年）、「月曜日」（1984年-1988年）、「火曜日」（1977年/1988年-1991年）、「金曜日」（1991年-1994年）、「水曜日」（1995年-1997年）、「日曜日」（1998年-2003年）と作曲が進められ、2003年の「光‐絵」（「日曜日」第3場面）の完成をもって全曲が完結した。
「光」の作曲に専念する傍ら、旧作の不確定な部分を確定した新ヴァージョンをいくつか作曲している。「ルフラン」の新ヴァージョン「3×ルフラン2000」（2000年）、「ストップ」の新ヴァージョン「ストップ・アンド・スタート」（2001年）、「ミクストゥール」の新ヴァージョン「ミクストゥール2003」（2003年）がこれに当たる。また、初期のオーケストラ曲で40年以上に渡って改訂を繰り返してきた「プンクテ」（1952年/1962年）の決定稿も、1993年に完成された。「モメンテ」はシュトックハウゼンではない指揮者の手によって初めて再録音された。

### 第五期（2004年-2007年）
「光」を2003年に完成させたシュトックハウゼンは、2004年から2008年の没年まで、1日の24時間を音楽化しようとする24作品からなる連作「クラング - 1日の24時間」（2004年-2007年）の作曲に専念した。1970年代以来のフォルメル技法に代わり、2オクターヴの24音からなるセリーがこの連作の基礎となっている。

## 作品の演奏

### 作品に関った演奏家
1950年代から1960年代にかけてのシュトックハウゼンの作品は、ピエール・ブーレーズやブルーノ・マデルナ、ハンス・ロスバウトといった指揮者によって指揮され、自身もオーケストラを伴う「カレ」や「祈り」を指揮している。そのほか、コンタルスキー兄弟、ディヴィッド・チューダーといったピアニスト、打楽器奏者のクリストフ・カスケルらの演奏家が、シュトックハウゼンの作品に関った。

#### シュトックハウゼン・グループ
1960年代にシュトックハウゼンが結成したアンサンブルには、ピアノのアロイス・コンタルスキーやヴィオラのヨハネス・フリッチュ、そのほか、ハラルド・ボイエやロルフ・ゲールハール、アルフレート・アーリングスといった演奏者が参加している。彼らはシュトックハウゼン・グループと呼ばれ、彼らによって「プロツェッシオーン」や「クルツヴェレン」、ソリストを伴う「ヒュムネン」、「7つの日より」などが演奏された。短波ラジオを伴う独奏者のための「シュピラール」の世界初演は、ハインツ・ホリガーのオーボエによって行われた。

#### 「光」制作の関係者
1970年代以降、特に「光」以降の作品は、クラリネット奏者のスザンヌ・スティーブンス、フルート奏者のカティンカ・パスフェーア、長男でトランペット奏者のマルクス・シュトックハウゼン、次男でシンセサイザー奏者のジーモン・シュトックハウゼンや娘のピアニスト、マイエラ・シュトックハウゼンらの協力のもと作曲が進められた。鍵盤楽器の演奏には、ガウデアムス現代音楽演奏コンクールでシュトックハウゼンのスカウトを受けたハラルド・ボイエーが参加している。このほか、トロンボーンのマイケル・スボヴォータも、「光から月曜日」でトロンボーンパートを担当している。また、マウリツィオ・ポリーニは1970年代から初期のピアノ曲を手がけ、自身が審査員を務める「ウンベルト・ミケーリ記念ピアノ演奏コンクール」のために「ピアノ曲XVI」を委嘱した。

### 演奏と録音
シュトックハウゼンはほとんどの作品において音をマイクを使って増幅することが指定されており、演奏される音響は「サウンド・プロジェクショニスト」と呼ばれる音響技師によって管理され、音色と音量のバランスが整えられる。また、自らの出版社「シュトックハウゼン出版社」から自身の監修によるCD作品集を出版し、自作の正統な解釈、演奏法を録音の形で残そうと努めていた。シュトックハウゼン没後は監修方針がやや変わり、生前に認めなかった録音もCD化された。

### 著作と出版
シュトックハウゼンは7年おきに、自身の音楽論「Texte zur Musik」をDuMont社から出版し、1990年代以降はシュトックハウゼン出版社に移行したが、音楽について書くという行為は、没年の11月までやめなかった。2014年に全17巻の音楽論が完結し、公式サイトから入手が可能となっている。
なお、第1巻のみ日本語訳が出版されている。日本語訳を行った清水穣はExMusica上の書評で、「なぜモメンテの楽譜だけが一向に出版されないか、多分それが失敗作であることを、彼がどこかで分かっているからである」と述べたが、彼の予想は外れ、オリジナルヴァージョンとヨーロッパヴァージョンが別々に丁重な装丁で生前に出版された。
また同年より、自身の作品を収録させたCDを自費出版を始め、これらは「シュトックハウゼン全集」として、2018年時点で106巻まで発表されている。また講義録やリハーサルもCD化されている。

## 教育
シュトックハウゼンは1953年からダルムシュタット夏季現代音楽講習会で講演していたが、1957年になって初めて作曲の講師として招聘される。彼のもとで多くの作曲家が学んだ（後述）。1963年にはケルン現代音楽講習（後のケルン現代音楽研究所）を創設する。また、彼はペンシルベニア大学とカリフォルニア大学デービス校の作曲科の客員教授を務めていたこともある。「光」の作曲開始以後は、作曲に専念するためすべての教職を辞したが、1998年以降は居を構えていたキュルテンにて「シュトックハウゼン講習会」を開催し、自作の演奏に携わる演奏家の指導に当たった。

### 指導を受けた作曲家
シュトックハウゼンの指導を受けた作曲家は数多くいる。著名なところでは、ジルベール・アミ、クラレンス・バーロウ、コーネリアス・カーデュー、クリストフ・デルツ、ジャン＝クロード・エロワ、エトヴェシュ・ペーテル、ジェラール・グリゼー、ヨーク・ヘラー、ヘルムート・ラッヘンマン、ルカ・ロンバルディ、ジョン・マクガイヤー、デアリ・ジョン・ミゼル、エマヌエル・ヌネス、ホルヘ・ペイシンホ、ロベルト・HP・プラッツ、ホラチウ・ラドゥレスク、ヴォルフガング・リーム、篠原眞、ロジャー・スモーリー、クロード・ヴィヴィエ、ラ・モンテ・ヤング、ハンス・ツェンダー、ウーリッヒ・ズーセらの名前が挙げられる。

### シュトックハウゼン講習会
「シュトックハウゼン講習会」では、自身の作品や音楽語法を詳細に講義し、また、作曲者自身やかつて演奏に関った人々による監修のもとにシュトックハウゼン作品のコンサートも行われ、作品の正統的な演奏解釈を後世の演奏家に伝えることに努めた。この講習会からは、作品のこれからの演奏を担う演奏家が何名も育った。例えば打楽器のスチュアート・ゲルバーやクラリネットのミケレ・マレッリはこの講習会の受講生として研鑽を積み、作品のレコーディングや「クラング」のいくつかの作品の初演に参加している。この講習会で学んだ日本人演奏家には、バリトン歌手の松平敬、ソプラノ歌手の工藤あかね、ピアノの保都玲子らがいる。なお、シュトックハウゼン没後も、この講習会は継続されている。

## 人物像
シュトックハウゼンは敬虔なカトリック信者であり、初期から晩年に至る多くの作品には、彼の信仰心が反映されている。「少年の歌」は『旧約聖書』をテキストとし、「グルッペン」のスコアの末尾には「DEO GRATIAS（神に感謝）」と書き込まれている。「日曜日」第3場面「光‐絵」のテキストは神のさまざまな創造物を称える内容である。「クラング」の2時間目「喜び」のテキストは、聖歌「来たり給え、創造主なる聖霊よ」から採られている。また彼は2005年に来日した際の講義において「私のすべての作品は、神を讃えるために作曲されている」と発言している。
ピエール・ブーレーズはル・モンド紙上でシュトックハウゼンについて「とてもユートピア的であると同時にとても実際的な人間であり、きわめて大胆なプロジェクトを現実化できる人間」「新しいものの発見者であったが、それと同じくらい音楽を書く術を心得た人間でもあった」と評している。
シュトックハウゼンを「傲慢」、「エゴイスト」、「誇大妄想」と断じる論評もある。その一方で、来日時の気さくな姿やファンのサインに快く応じる姿、講習会の参加者からの質問（偏見や誤解に基づく攻撃的な質問も多かったらしい）に丁寧かつ真摯に答える姿なども伝えられている。また、指揮者のインゴ・メッツマッハーは、苦悩していた時期にシュトックハウゼンに激励されたエピソードに触れ、彼について「ほんとうに心が広く、他人に援助を惜しまず、常に物事をポジティブに考える人」と述べている。
『シュトックハウゼン音楽論集』の訳者である清水穣は、『音楽の友』2008年2月号所収の追悼文「NACH・KLANG―シュトックハウゼン追悼」において、「なるほど彼は天然傲慢で超自己中だった。しかし嘘のない人だった。彼には音楽しか存在せず、音楽しか考えられない（以下略）」と述べている。しかし、清水の発言を含めたこれらはシュトックハウゼンの作品を「好意的」に見つめた「聴衆」への態度である。

## 日本において
日本においては、アシスタントを務めていた篠原眞を通じた紹介などにより、シュトックハウゼンの作品や音楽理論が受容されてきた。シュトックハウゼンも1966年1月20日〜4月30日にかけて来日し、東京、鎌倉、京都、奈良、大阪などの都市を訪れ、3月21日には東京で「テレムジーク」を初演している。この作品にはシュトックハウゼン自身が採集した雅楽や東大寺のお水取りの音などが用いられている。1970年の大阪万博の際には、ドイツ館にて「シュピラール」などの作品が繰り返し演奏された。また、国立劇場からの委嘱で作曲され、1977年に東京で初演された現代雅楽作品「歴年」は、4人の舞人と管弦のための「リヒト・光」の最初の作品となった。この作品は「火曜日」の第1幕である。
しかし、「シリウス」や「歴年」が音楽評論家にバッシングされたのを契機として、作品が実際に聴かれることがほとんどないまま、直観音楽以降のシュトックハウゼンの創作を否定的に評価する論調が支配的になっていった。現在でもこうした評価は根強く残っているが、キュルテンで開催されている「シュトックハウゼン講習会」には日本人の演奏家も参加しており（「教育」の項を参照）、彼らによって1970年代以降の作品も徐々に日本に紹介されつつある。2008年11月には、東京大学においてシュトックハウゼンに関するシンポジウムおよびワークショップ「シュトックハウゼン再考」が開催された。
シュトックハウゼンのピアノ作品は、日本では中村和枝、松山元、向井山朋子、大井浩明、矢沢朋子、近藤伸子、宇野正志らによって演奏されている。松山元は、アロイス・コンタルスキーからシュトックハウゼン解釈を教わった最初期の日本人ピアニストである。近藤伸子は、学位論文がシュトックハウゼンのピアノ曲についてのものである。大井浩明は2011年7月、晩年のピアノ独奏曲「自然な演奏時間」全曲の日本初演を行った。また、松平頼暁のピアノ独奏曲「24のエッセーズ」（2000年-2009年）の第23曲「Legend」は、シュトックハウゼンの「ピアノ曲」I〜XVIIからコードが引用されている。

## エピソード
- ピエール・ブーレーズ、ルイージ・ノーノとシュトックハウゼンは、「前衛三羽ガラス」と称されることがある[52]。
- 当時セリエリストの泰斗であろうとしたシュトックハウゼンと決別した作曲家は多く、クラウス・フーバーは「彼が楽壇で生き残ったのは彼の『性格』のせいだ！」と発言している。
- シュトックハウゼンは初期から一貫してブーレーズやリゲティのような多楽章制の作風を嫌い、ほぼ全ての作品において1つの作品に1つの題名を命じてきた。このことについて、一片のクッキーは直ぐ食べることができる（熟考や深い思慮を要しない）ことに譬え「多楽章、それはクッキー・ミュージックだ」と皮肉っている。しかし、最晩年は「自然な演奏時間」のような＜クッキー＞の詰め合わせを作るなど創作態度は常に変化した。
- ケルン音楽大学の現代音楽講座で教えた最も有名な弟子に、ヴォルフガング・リームがいるが、彼自身はシュトックハウゼンのアシスタントであることに満足せず、1年で退学届けを出してクラウス・フーバーに師事した。なお、ヘルムート・ラッヘンマンはシュトックハウゼンの課題を一番早く解決した、と評判が上がったが、ラッヘンマンがノーノのアシスタントに迎えられてからは絶交状態だったといわれる。
- 自らの子供の教育には熱心だった。早くから音楽の英才教育を施し、息子のジーモンらが9歳の時、ドイツZDFテレビのトーク・ショーに出演させていた。長男のマルクスはトランペット奏者、次男ジーモンはシンセサイザー奏者として高名。娘のマイエラはピアニストとなり、父の作品の演奏に参加している。また、マルクスのためにハイドンの「トランペット協奏曲」のカデンツァを作曲している。また、実質的に家族であったクラリネット奏者スザンヌ・スティーブンスやフルート奏者カティンカ・パスフェーアのためにも、モーツァルトの「クラリネット協奏曲」や「フルート協奏曲」のカデンツァを作曲している。これらは録音されている。
- フランスの作曲家リュク・フェラーリは、シュトックハウゼンによる「モメンテ」のリハーサルの模様を撮影し、映像作品「シュトックハウゼンのモメンテ」としてまとめた。この作品は、フェラーリが5人の音楽家に密着して制作した5つのドキュメンタリー映画「大いなるリハーサル」の中の一作である。
- ビートルズのアルバム『サージェント・ペパーズ・ロンリー・ハーツ・クラブ・バンド』のジャケットに使用されている著名人の写真の中に、シュトックハウゼンの肖像写真も含まれている[53]。その活動の派手さから多くの音楽家のジョークのネタになることが多い。最も有名なものはグレン・グールドが出演から監督まで全てを担当した音楽番組のための15秒のCM。
- 英国のサンプリングを主体とする前衛グループ、ストック,ハウゼン&ウォークマン（Stock,hausen&walkman）の名前は、彼の名前とウォークマンをストック・エイトキン・ウォーターマンの語感に乗せたパロディである。

### 9.11テロへの発言
シュトックハウゼンの発言のなかで最も多くの批判を呼んだのが9.11テロについてのものであった。彼がこのテロを「アートの最大の作品」「ルツィファーの行う戦争のアート」と表現したと報道されると、各方面から激しいバッシングが起こった。結果、シュトックハウゼンは各地で演奏会のキャンセルに見舞われる。ただしこの発言はインタビュー中の発言が恣意的に切り取られた結果によるもので、第一報を報じたハンブルクの新聞社は後日、それが誤報であったことを認め、謝罪記事を掲載した。

## 主要作品
詳しくは、シュトックハウゼンの楽曲一覧を参照のこと
- 「ピアノ曲I〜IV」(1952年)
- 「Studie I」(習作 I) (1953年)
- 「Studie II」(習作 II) (1954年)
- 「ピアノ曲V〜X」(1954年-1955年)
- 三群のオーケストラのための「グルッペン」(1955年-1957年)
- 電子音楽「少年の歌」(1955年-1956年)
- 四群のオーケストラと四群の合唱のための「カレ」(1959年-1960年)
- 電子音楽とピアノと打楽器のための「コンタクテ」(1958年-1960年)
- ソプラノ独唱、4群の合唱、13人の器楽奏者のための「モメンテ」(1962年-1964年 完成版1969年)
- オーケストラ、4つの正弦波ジェネレーターと4つのリング変調器のための「ミクストゥール（英語版）」(1964年)
- 電子音楽「テレムジーク」(1966年)
- 電子音楽「ヒュムネン」(1966年-1967年)
- 15の直観音楽「7つの日より（英語版）」(1968年)
- 1人の演奏者と短波ラジオのための「シュピラール（英語版）」(1968年)
- 2人のピアニストのための「マントラ」(1970年)
- ダンサーとオーケストラのための「祈り」(1973年-1974年)
- 「ティアクライス（十二宮）」(1975年)
- 電子音楽とトランペット、ソプラノ独唱、バス・クラリネット、バス独唱のための音楽劇「シリウス」(1975年-1977年)
- クラリネット（またはさまざまな独奏楽器）のための「友情を込めて」(1977年)
- 「光 (シュトックハウゼン)」(LICHT)(1977年-2003年)
  - 「光から木曜日」(1978年-1980年)
  - 「光から土曜日」(1981年-1983年)
  - 「光から月曜日」(1984年-1988年)
  - 「光から火曜日」(1977年/1987年-1991年)
  - 「光から金曜日」(1991年-1994年)
  - 「光から水曜日」(1995年-1997年)
    - ヘリコプター弦楽四重奏曲

  - 「光から日曜日」(1998年-2003年)
- 「クラング（1日の24時間）」(KLANG)(2004年-2007年 未完)
  - 宇宙の脈動

## 受賞歴
- 1964年、1982年: グラモフォン誌批評家賞 (ドイツ[55])
- 1966年、1972年: SIMC賞 (イタリア[55])
- 1968年: ノルトライン・ヴェストファーレン州の音楽部門芸術大賞 (ドイツ[55])
- 1968年: フランスディスク大賞（ドイツ語版） (フランス[55])
- 1968年: ハンブルグの自由芸術アカデミ協会会員 (ドイツ[56])
- 1968年、1969年、1971年: エジソン賞（英語版） (オランダ[55])
- 1970年: スウェーデン王立音楽アカデミー会員 (スウェーデン[56])
- 1973年: ベルリン芸術アカデミー会員 (ドイツ[55])
- 1974年: ドイツ連邦共和国功労勲章一等功労十字章(ドイツ)[55]
- 1977年: アカデミア・フィラルモニカ・ロマーナ会員 (イタリア[56])
- 1979年: アメリカ芸術文学アカデミー（英語版）名誉会員 (アメリカ[57])
- 1980年: ヨーロッパ科学・芸術・文学アカデミー（フランス語版）会員 (フランス[56])
- 1981年: イタリア音楽評論家賞 (光から木曜日、イタリア[55])
- 1983年: ディアパゾン・ドール賞（英語版） (光から木曜日、フランス[56])
- 1985年: 芸術文化勲章 (フランス[56])
- 1986年: エルンスト・フォン・ジーメンス音楽賞(ドイツ[58][55])
- 1987年: 王立音楽アカデミー名誉会員 (イギリス[56])
- 1988年: キュルテン市名誉市民 (ドイツ[59])
- 1989年: アメリカ芸術科学アカデミー名誉会員 (アメリカ[60])
- 1990年: アルス・エレクトロニカ賞（英語版）(オーストリア[61][55])
- 1991年: ロイヤル・アイリッシュ・アカデミー・オブ・ミュージック名誉会員 (アイルランド)
- 1991年: サンタ・カエシリア・アカデミー名誉会員 (イタリア)
- 1991年: サウンド・プロジェクト・ワイマール・パトロン名誉会員 (ドイツ)
- 1992年: 国際音楽評議会 ピカソメダル[55]
- 1992年: ドイツ・ノルトライン・ヴェストファーレン州特別功労賞[55]
- 1992年、1994年、1997年、2000年、2001年、2003年、2004年、2005年、2009年: ドイツ音楽出版社協会賞 (ルシファーの踊り (光から土曜日、1992)、ジュビラウム（英語版）(1994年)、世界議会 (光から水曜日、2000年)、イヴの最初の生誕 (光から月曜日、2000年)、ヘリコプター弦楽四重奏曲 (光から水曜日、2001年)、ミカエリオン(光から水曜日、2003年)、ストップ・アンド・スタート (2004年)、ホッホ・ツェイテン (光から日曜日、2005年)、モメンテ (2009年)[55][62][63])
- 1993年: ヨーロピアン・フルート・フェスティバル・パトロン[55]
- 1995年: ドイツ電子音響音楽協会名誉会員
- 1995年: ハンブルク市バッハ賞[55]
- 1996年: ベルリン自由大学名誉博士号
- 1996年: ライプツィヒ自由芸術アカデミー会員[56]
- 1996年: ライプツィヒ歌劇場名誉会員;[56]
- 1996年: ケルン文化賞[55]
- 1997年: 音楽アンサンブル「LIM」名誉会員[56]
- 1999年: ケルン市のゴールデンブック登録[55]
- 2001年: 名誉ディプロマ賞
- 2001年: クラクフ2001
- 2001年: 第50回メルボルン国際映画祭2001; 最優秀短編アニメーション賞
- 2001年: トゥルク・フィンランド2001; グランプリ[55]
- 2001年: ポーラー音楽賞（英語版）[55]
- 2002年: ソニック・アーツ・ネットワーク（英語版）名誉パトロン (イギリス[56])
- 2004年: ベルギー王立科学・文学・美術アカデミー連合会員 (ベルギー[56])
- 2004年: クイーンズ大学ベルファスト名誉博士号;[56]
- 2006年: アカデミア・フィラルモニカ・ディ・ボローニャ名誉会員[56]
- 2008年8月22日 (シュトックハウゼンの誕生日): 彼の出身地であるキュルテンのRathausplatzは、彼に敬意を表してKarlheinz-Stockhausen-Platzと改名された[64]。
- 2008年10月10日: オランダ・ハーグ王立音楽院の電子音楽スタジオが「カールハインツ・シュトックハウゼン・スタジオ」に名称変更[65][66]
- 2010年: キュルテンの自治体は、故作曲家に敬意を表して「シュトックハウゼン自治体」と称した[67]。